# Distribuição eletrônica de frenagem
O EBD (Electronic Brake Distribution ou Distribuição Eletrônica de Frenagem) é um sistema de gerenciamento da pressão nos freios dos automóveis, que atua em conjunto com o ABS, para exercer maior ou menor pressão nos freios de cada roda - de modo individual; a fim de aumentar a eficiência do conjunto. Sua principal vantagem, em relação ao automóvel com ABS e sem EBD, é a manutenção da trajetória durante uma frenagem em situações adversas, como curvas ou desníveis.
 
Nem todos os veículos que possuem freios ABS têm EBD; mas para possuírem o EBD, têm de, necessariamente, possuir o sistema ABS.